# Microcharon antonellae
Microcharon antonellae is een pissebed uit de familie Lepidocharontidae. De wetenschappelijke naam van de soort is voor het eerst geldig gepubliceerd in 1991 door Galassi.